# 国会職員
国会職員（こっかいしょくいん）とは、国会を構成する国会議員を補佐するために国会に属する諸機関に置かれる特別職の国家公務員である。
待遇等はおおむね行政機関（省庁）に置かれる一般職の国家公務員と同等であるが、国会の行政に対する独立という建前から国家公務員法の適用を受けず、国会職員法が別に制定されている。常勤の国会職員の人数は約4000人。

## 区分
国会職員は、国会に属する各機関に所属する公務員である。国会職員法第1条によれば、内訳は次のとおり。
- 衆議院事務局 - 事務総長、参事、常任委員会専門員、調査局長、調査局調査員
- 衆議院法制局 - 法制局長、参事
- 参議院事務局 - 事務総長、参事、常任委員会専門員、常任委員会調査員
- 参議院法制局 - 法制局長、参事
- 国立国会図書館 - 館長、副館長、司書、専門調査員、調査員、参事
- 裁判官弾劾裁判所事務局 - 参事
- 裁判官訴追委員会事務局 - 参事

## 地位・待遇
立法が行政に対して自律性を有するとされているため（権力分立原則）、国会職員は行政府（内閣の各府省庁）や会計検査院の一般職員などが含まれる一般職の国家公務員とは身分上で区別され、国家公務員法上の特別職の国家公務員とされている。そのため、任免・服務・給与などは国家公務員法ではなく、国会職員法によって規定される。従って、人事院・総務省の所管する人事行政・行政管理の下に置かれず、かわって各議院の議長や議院運営委員会が監督機関とされている。
なお、任免手続きに関する事項や労働条件は、国会職員法のほか、国会法及び各機関の個別法（議院事務局法、議院法制局法、裁判官弾劾法、国立国会図書館法）にも定めがある。
詳細の待遇条件は両議院の議長の協議や各本属長（各機関の長）の決定などによって定められることになっているが、実際には一般職の国家公務員との均衡が考慮されており、ほぼ国家公務員法や人事院規則の規定に準拠している。
給与も行政と均衡がはかられており、局長級以下の国会職員は一般職の職員の給与に関する法律の俸給表をそのまま使用している。また、国会に属する7つの機関のうち弾劾裁判所事務局、訴追委員会事務局を除く5つの機関の長は、いずれも行政府における事務方トップに相当する給与（内閣官房副長官・内閣法制局長官級）を受けている。なお、この5機関ではナンバー2の次長・副館長も事務次官級である。

## 採用
国会職員は、採用においても人事院から独立しており、人事院の実施する国家公務員採用試験ではなく、同等程度の採用試験を各機関が個別に実施している（ただし、衆議院事務局は国家公務員一般職大卒程度の技術系から別途採用することがある）。
議院事務局職員の場合、一般事務職として採用された国会職員は、議事運営に関連する職務を行う議事部門、常任委員会調査室などの調査部門、庁舎の管理や職員の人事・福利厚生などに関する庶務部門などの幅広い職務を行っている。また、議事録の作成にあたる記録部、議院警察の執行等の警務にあたる警務部には、議事録作成、議院警察にあたる専門職員として速記者、衛視が置かれており、衛視は、一般事務を行う職員とは別の試験によって採用されている。
議院法制局では、法制事務専門の職員のみを国家公務員総合職に相当する法制局職員総合職試験によって採用している（ただし、衆議院法制局は国家公務員総合職院卒者の行政および法務と国家公務員総合職大卒程度の法律、参議院法制局は国家公務員総合職院卒者の法務および国家公務員一般職大卒程度の行政関東甲信越から別途採用することがある）。
国立国会図書館職員は、議院事務局と同様の庶務部門・調査部門のほか、日本で唯一の国立図書館としての図書館司書業務を行う部門があるが、特に司書の資格や図書館の知識を持った者を別枠で採用することはなく、一括して国立国会図書館職員採用試験を行っている。2012年度（平成24年度）に試験制度が変更となったが一般職（高卒）については、平成23年度（2011年度）に実施された旧・Ⅲ種を最後に新制度となった平成24年度（2012年度）から平成29年度（2017年度）まで実施されていない。また、一般職大卒程度には、施設設備専門職員の採用試験が実施される場合ある。

## 肩書
国会職員は、肩書において、行政職員・裁判所職員では長官、事務官、技官、教官などという「官名」の部分に「官」の文字を使わないことに他の国家公務員との大きな違いがある。
行政職員・裁判所職員における事務官、技官に相当する国会職員の官職名は参事、調査員、司書などという。一般事務や法制事務を行う部署に配属された者が参事、調査事務を行う部署に配属された者が調査員に任命されるが、国会に属する機関は一般事務担当と調査事務担当を別々の区分で採用せず一括して人事管理しているので、行政の事務官や技官が採用されてから退官するまで原則的に事務官・技官と称されるのとは異なり、一般事務部門と調査部門をまたいで異動するたびに職名の任命替えが行われる。また国立国会図書館では、参事・調査員のほかに、図書館の司書業務を行う部署に配属された者が司書に任命されるので、異動のたびに頻繁な任命替えが起こることになる。
長の肩書も同様で、内閣法制局の長は「法制局長官」であるのに対し、両議院法制局の長は「法制局長」と称する。また、スタッフ職の役職名も審議官、参事官など「官」の文字が含まれるものは用いられず、主幹（議院事務局・法制局・国立国会図書館）、司書監（国立国会図書館）などという。
国会の事務局が国の官署でありながら職員の肩書きに「官」の字を使わなくなったのは、1947年に帝国議会が国会に移行した際、事務局の職員を旧来の公務員制度における官吏の身分から切り離し、別区分の身分として国会職員を創設したときに始まる。これは、国会は国民の代表から構成する機関であって、これに奉仕する事務局及び法制局は、国家の公権力を行使する「官」ではないという考え方によると言われている。

## 沿革
- 1947年5月3日の国会移行当時は、「勅任事務官」及び「書記官」は、「参事」に、「事務官」、「理事官」、「速記士」並びに「奏任の属」及び「技手」は、「副参事」に、「守衛長」は、「衛視長たる副参事」に、「属」、「技手」、「速記技手」及び「判任官の待遇を受ける雇員」は、「主事」に、「守衛副長」は、「衛視副長たる主事」に、「守衛」は、「衛視たる主事」に任命されたと取り扱われた。これにより、帝国議会当時は事務局官制における官吏としての勅任官や1級官吏であった職員は参事、奏任官や2級官吏であった職員は副参事、判任官や3級官吏であった職員は主事となった。

- 1948年7月5日に行われた、各議院事務局の「副参事」、「常任委員会専門調査員」又は「常任委員会書記」の職にある者は、別に辞令を発せられないときは、現に受ける給料を以て、それぞれ各議院事務局の「参事」、「常任委員会専門員」、又は「常任委員会調査主事」に任用されたと取り扱う職制改正が行われた。

- 1959年4月1日には、各議院事務局の「参事」、「主事」、「常任委員会調査員」若しくは「常任委員会調査主事」、各議院法制局の「参事」若しくは「主事」、国立国会図書館の「参事」若しくは「主事」又は弾劾裁判所事務局若しくは訴追委員会事務局の「参事」若しくは「主事」の職にある者は、別に辞令を発せられないときは、同一の勤務条件をもつて、それぞれ各議院事務局の「参事」若しくは「常任委員会調査員」、各議院法制局の「参事」、国立国会図書館の「参事」又は弾劾裁判所事務局若しくは訴追委員会事務局の「参事」に任用されたとの取り扱いがされる職制改正が行われた。